# Breda M37
La Breda Modello 37 (Mitragliatrice Breda MOD.37) fue una ametralladora pesada italiana adoptada en 1937. Fue la ametralladora pesada estándar del ejército italiano durante la Segunda Guerra Mundial. La M37 iba a reemplazar a la engorrosa M30, demostrando ser mucho más efectiva en combate, a pesar de tener algunas de las mismas características problemáticas de su predecesora.

## Diseño y operación
La Breda M37 era una ametralladora pesada accionada por los gases del disparo y refrigerada por aire. Empleaba un cartucho de mayor calibre que sus contrapartes, el 8 x 59 RB Breda. Cada cartucho era aceitado antes de ser insertado en la recámara con ayuda de una bomba de aceite. Esta atraía polvo y tierra, especialmente en las zonas desérticas donde operó el ejército italiano en la Segunda Guerra Mundial, como las de Libia y el Desierto Occidental
Otra desventaja era que el arma se alimentaba mediante peines de 20 cartuchos. Esto limitaba el fuego continuo, ya que la ametralladora solamente podía disparar con rapidez cuando un segundo miembro del equipo insertaba un peine tras otro. Además los cartuchos eran aceitados para que sus casquillos no se traben en la recámara, con todas las desventajas que esto conllevaba. Otra particularidad del diseño era que los casquillos de los cartuchos disparados eran reinsertados en el peine tras cada disparo. La energía necesaria para efectuar esta función reducía sustancialmente la cadencia de fuego de la ametralladora, al mismo tiempo que provocaba bloqueos cada vez que un casquillo era reinsertado ligeramente inclinado. Y en caso de que los peines tenían que volver a utilizarse, el alimentador primeramente debía sacar los casquillos disparados.

## Historial de combate
En servicio, las ametralladoras pesadas Breda M37 y M38 demostraron ser bastante fiables. Quizás debido a que las ametralladoras pesadas de apoyo recibían una mayor atención por parte de sus equipos, los reportes de campo eran generalmente positivos excepto por los bloqueos causados por la arena y el polvo del desierto, los cuales afectaron a todas las ametralladoras empleadas en el Desierto Occidental. La baja cadencia de fuego de la Breda M37 ayudaba a prevenir el sobrecalentamiento al abrir fuego continuo, mientras que su potente cartucho con bala pesada tenía un excelente alcance y penetración. La ametralladora continuó sirviendo como arma de primera línea con las fuerzas italianas durante la guerra. Algunos ejemplares capturados fueron empleados en combate por las fuerzas británicas y de la Commomwealth, incluidas unidades del SAS.
La M37 también fue adoptada por las Fuerzas Armadas Portuguesas, que la introdujeron en servicio con la denominación de Metralhadora pesada 7,92 mm m/938 Breda. La Breda tuvo un amplio empleo en las colonias portuguesas en África durante las primeras etapas de la Guerra colonial portuguesa.
La Breda Modello 38 fue diseñada para emplearse a bordo de vehículos y era alimentada mediante un cargador insertado sobre el cajón de mecanismos. La M38 tenía un pistolete, en lugar de las dos agarraderas de la M37. Esta fue la principal ametralladora empleada en los vehículos de combate del ejército italiano. 
Su producción cesó en 1943. Todavía fue empleada como ametralladora estándar después de la guerra, hasta que fue reemplazada por ametralladoras más modernas.
Hoy puede ser encontrada en algunas zonas de conflicto. Todavía es producida como una ametralladora para paintball. 